# Nick Mohammed
Nick Mohammed, född 4 oktober 1980 i Leeds, är en brittisk skådespelare.
Mohammed har bland annat medverkat i TV-serierna Intelligence och Ted Lasso (2020–2023). Han har även medverkat i filmerna The Martian från 2015 och Flykten från kycklingfabriken från 2023.

## Filmografi (i urval)
- 2015: The Martian
- 2016: Bridget Jones's Baby
- 2018: Christoffer Robin & Nalle Puh
- 2020–2023 – Intelligence (TV-serie) (13 avsnitt)
- 2020–2023: Ted Lasso
- 2023: Flykten från kycklingfabriken
- 2025 – Deep Cover